# ویندوز سرور ۲۰۰۸
ویندوز سرور ۲۰۰۸(به انگلیسی: Windows Server 2008) یک سیستم‌عامل از خانواده مایکروسافت ویندوز و از گروه ویندوز سرور تولید شده از شرکت مایکروسافت و برای سرور است که با نام‌های "Win2K8"و "W2K8" هم از آن یاد می‌شود. این ویندوز به صورت آزمایشی در تاریخ ۴ فوریه ۲۰۰۸ میلادی (۱۵ بهمن ماه سال ۱۳۸۶ شمسی) وارد بازار شد و نسخه نهایی آن در تاریخ ۲۷ فوریه ۲۰۰۸ میلادی (۸ اسفند ماه سال ۱۳۸۶ شمسی) وارد بازار شد.
این ویندوز جایگزین مناسبی برای Windows Server 2003 بود. نسخه دوم این ویندوز با نام Windows Server 2008 R2 در تاریخ ۲۲ ژوئیه سال ۲۰۰٨ (۱ تیر ماه سال ۱۳۸٧ شمسی) وارد بازار شد.

## ویژگی‌ها (Features)
ویندوز سرور ۲۰۰۸ بر کدهای پایه‌ای یکسان با ویندوز ویستا بنا شده‌است، بنابراین معماری و قابلیت‌های تقریباً یکسانی را دارا می‌باشد. از انجایی که پایه کدها یکسان می‌باشد، به صورت اتوماتیک بسیاری از ویژگی‌های جدید در ویندوز ویستا را در خود دارد، ویژگی‌هایی چون technical, security, management and administrative features.
Server Core - Active Directory roles - Failover Clustering - Self-healing NTFS - Hyper-V - Windows System Resource Manager - Server Manager
دیگر ویژگی‌ها (Other Features):
Core OS improvements - Active Directory improvements - Policy related improvements - Disk management and file storage improvements - Protocol and cryptography improvements - Improvements due to client-side (Windows Vista) enhancements - Miscellaneous improvements

## حداقل سخت‌افزار مورد نیاز (System requirements)
حداقل سیستم مورد نیاز برای ویندوز سرور ۲۰۰۸ به شرح زیر است:
| معیارها   | حداقل                                                                               | پیشنهاد                                               |
| --------- | ----------------------------------------------------------------------------------- | ----------------------------------------------------- |
| پردازنده  | - 1 گیگاهرتز (IA-32) - 1.4 گیگاهرتز (x86-64 or Itanium)                             | ۲ گیگاهرتز                                            |
| حافظه RAM | 512 مگابایت                                                                         | 2 گیگابایت                                            |
| هارد دیسک | - Other editions, 32-bit: 20 GB - Other editions, 64-bit: 32 GB - Foundation: 10 GB | ۴۰گیگابایت                                            |
| Devices   | دیسک‌گردان نوری, 800 × 600 display, keyboard and mouse                               | دیسک‌گردان نوری, 800 × 600 display, keyboard and mouse |

### مایکروسافت
- Official site for Windows Server 2008
- Microsoft TechCenter for Windows Server 2008
- MSDN Developer Center for Windows Server 2008
- New Networking Features in Windows Server 2008 and Windows Vista — lengthy article from Microsoft Technet covering new networking features in detail
- Changes in Functionality from Windows Server 2003 with SP1 to Windows Server 2008
- Windows Server 2008: Compare Server Core Installation Options
- Windows Server Performance Team Blog

### دیگر
- Early review from Network World
- Screenshots of Server Components from Latest Longhorn Builds
- Microsoft confirms Longhorn server بایگانی‌شده  در ۱۰ ژانویه ۲۰۰۶ توسط Wayback Machine
- Microsoft lays out server road map
- Windows Server 2008 - First Look - A preview of what to expect in Windows Server 2008.
- winsupersite.com Preview
- winsupersite.com Preview 2
- Convert Windows Server 2008 to a Workstation